# SABC 2
SABC 2 es un canal de televisión sudafricano propiedad de South African Broadcasting Corporation (SABC). SABC 2 transmite programación en inglés, afrikáans, tsonga y venda.
Fue creado en 1996, luego de que la SABC reestructurara sus canales de televisión. La oficina central y el estudio se encuentran en Johannesburgo.

## Historia
Fue fundado el 6 de enero de 1976, bajo el nombre de SABC TV/SAUK-TV. El 1° de enero de 1982 cambió de nombre, pasándose a llamar TV1. Ese día, se introdujeron 2 servicios de televisión: TV2 en zulú y xhosa y TV3 en sotho y tswana, ambas dirigidas a un público urbano negro. El canal principal, ahora llamado TV1, se dividió de manera uniforme entre el inglés y el afrikáans. En 1985, se introdujo un nuevo servicio llamado TV4, que incluía la programación de deportes y entretenimiento, utilizando el canal compartido por TV2 y TV3, el cual dejó de transmitir a las 9:30 de la noche.
En 1996, SABC reorganizó sus 3 canales de televisión con el objetivo de hacerlos más representativos de los diversos grupos lingüísticos. Estos nuevos canales se llamaron SABC 1, SABC 2 y SABC 3. Después de que SABC reestructuró sus canales de televisión, SABC 2 tomó el lugar del antiguo canal TV1. La prominencia reducida del afrikáans enojó a muchos hablantes del idioma, aunque el canal todavía presenta una cantidad significativa de programación en afrikáans, incluido un noticiero en las noches.